# Karri Hietamäki
Karri Aleksi Hietamäki (ur. 20 września 1969 w Isokyrö) – fiński biegacz narciarski, srebrny medalista mistrzostw świata.

## Kariera
Po raz pierwszy na arenie międzynarodowej pojawił się w 1989 roku, startując na mistrzostwach świata juniorów w Vang. Wywalczył tam brązowy medal na dystansie 10 km techniką klasyczną, a w sztafecie był piąty.
Jego olimpijskim debiutem były igrzyska w Lillehammer, gdzie zajął 40. miejsce w biegu na 50 km techniką klasyczną. Startował także na igrzyskach olimpijskich w Salt Lake City w 2002 roku zajmując na tym samym dystansie 31. miejsce. Na tych samych igrzyskach wraz z kolegami z reprezentacji zajął 11. miejsce w sztafecie 4 × 10 km.
W 1995 roku wystartował na mistrzostwach świata w Thunder Bay. Osiągnął tam swój największy sukces zdobywając brązowy medal w sztafecie 4 × 10 km. Obok niego w fińskiej sztafecie pobiegli: Harri Kirvesniemi, Jari Räsänen i Jari Isometsä. Na tych mistrzostwach zajął ponadto 14. miejsce w biegu na 30 km techniką klasyczną. Na swój następny występ na mistrzostwach świata musiał zaczekać aż 8 lat do mistrzostw świata w Val di Fiemme w 2003 roku. Zajął tam 26. miejsce na dystansie 30 km oraz 43. miejsce w biegu na 15 km stylem klasycznym. Na kolejnych mistrzostwach świata już nie startował.
Najlepsze wyniki w Pucharze Świata uzyskał w sezonie 1994/1995, kiedy to zajął 35. miejsce w klasyfikacji generalnej. Nigdy nie stawał na podium zawodów Pucharu Świata. W 2010 roku zakończył karierę.

## Osiągnięcia

### Igrzyska olimpijskie
| Miejsce | Dzień     | Rok  | Miejscowość    | Konkurencja             | Czas biegu | Strata   | Zwycięzca        |
| ------- | --------- | ---- | -------------- | ----------------------- | ---------- | -------- | ---------------- |
| 40.     | 27 lutego | 1994 | Lillehammer    | 50 km stylem klasycznym | 2:07:20,3  | +13:30,6 | Władimir Smirnow |
| 43.     | 12 lutego | 2002 | Salt Lake City | 15 km stylem klasycznym | 37:07,4    | +4:06,2  | Andrus Veerpalu  |
| 11.     | 17 lutego | 2002 | Salt Lake City | Sztafeta 4 × 10 km      | 1:45:05,4  | +4:56,3  | Norwegia         |
| 31.     | 23 lutego | 2002 | Salt Lake City | 50 km st. klasycznym    | 2:06:20,8  | +13:11,2 | Michaił Iwanow   |

### Mistrzostwa świata
| Miejsce | Dzień     | Rok  | Miejscowość   | Konkurencja             | Czas biegu | Strata  | Zwycięzca        |
| ------- | --------- | ---- | ------------- | ----------------------- | ---------- | ------- | ---------------- |
| 14.     | 9 marca   | 1995 | Thunder Bay   | 30 km stylem klasycznym | 1:15:52,3  | +4:47,8 | Władimir Smirnow |
| 2.      | 17 marca  | 1995 | Thunder Bay   | Sztafeta 4 × 10 km      | 1:34:27,1  | +43,4   | Norwegia         |
| 26.     | 19 lutego | 2003 | Val di Fiemme | 30 km stylem klasycznym | 1:12:29,3  | +2:50,0 | Thomas Alsgaard  |
| 43.     | 21 lutego | 2003 | Val di Fiemme | 15 km stylem klasycznym | 35:47,5    | +2:17,6 | Axel Teichmann   |

### Mistrzostwa świata juniorów
| Miejsce | Dzień    | Rok  | Miejscowość | Konkurencja             | Wynik     | Strata  | Zwycięzca       |
| ------- | -------- | ---- | ----------- | ----------------------- | --------- | ------- | --------------- |
| 3.      | 18 marca | 1989 | Vang        | 10 km stylem klasycznym | 28:00,4   | +35,9   | Władimir Isupow |
| 5.      | 19 marca | 1989 | Vang        | Sztafeta 4 × 10 km      | 1:55:56,0 | +2:10,0 | ZSRR            |

### Puchar Świata

#### Miejsca w klasyfikacji generalnej
- sezon 1992/1993: 41.
- sezon 1993/1994: 58.
- sezon 1994/1995: 35.
- sezon 1995/1996: 40.
- sezon 1996/1997: 58.
- sezon 1997/1998: 82.
- sezon 1998/1999: 47.
- sezon 1999/2000: 88.
- sezon 2000/2001: 120.
- sezon 2001/2002: 117.
- sezon 2002/2003: 110.
- sezon 2003/2004: 128.

#### Miejsca na podium
Hietamäki nigdy nie stawał na podium zawodów Pucharu Świata.